# Cerchio (Abruzzen)

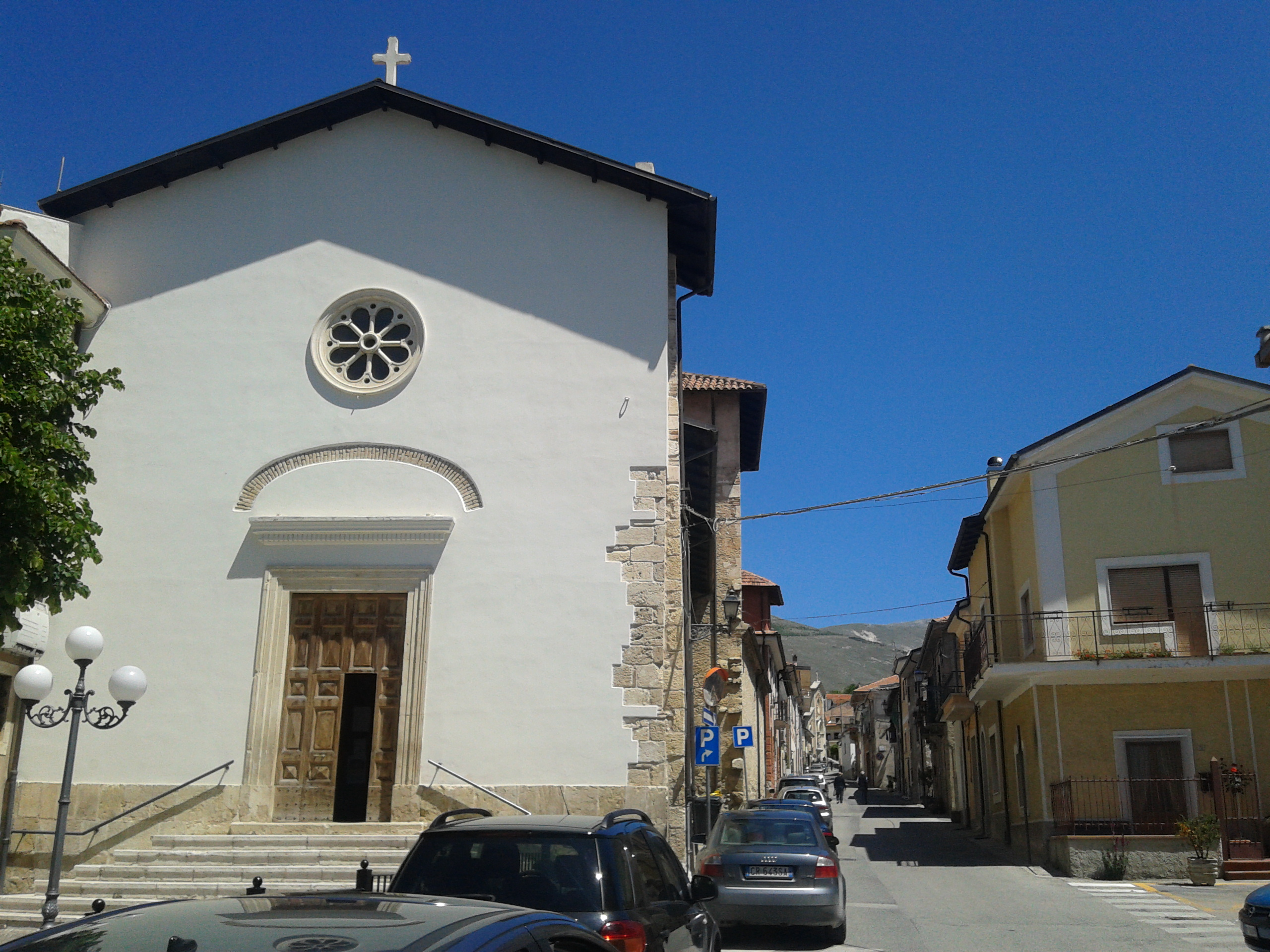
Die Kirche Madonna delle Grazie

Cerchio ist eine italienische Gemeinde (comune) mit 1538 Einwohnern (Stand 31. Dezember 2023) in der Provinz L’Aquila in den Abruzzen. Die Gemeinde liegt etwa 36,5 Kilometer südsüdöstlich von L’Aquila im Regionalpark Sirente-Velino und gehört zur Comunità Montana Valle del Giovenco. Die Nachbargemeinden sich Aielli, Celano, Collarmele und San Benedetto dei Marsi.

## Verkehr
Der Bahnhof von Cerchio liegt an der Bahnstrecke von Rom nach Pescara. Von hier aus führt die frühere Strada Statale 83 Marsicana (heute eine Regionalstraße) nach Scontrone. Durch das Gemeindegebiet führen ferner die Autostrada A25 von Torano Richtung Adria sowie die Strada Statale 5 Via Tiburtina Valeria von Rom nach Pescara.